# Качановська Валентина Миколаївна
Валентина Миколаївна Качановська (Качанівська) (нар. 5 грудня 1941, село Сільце, тепер неіснуючий населений пункт Славутського району Хмельницької області — ?) — українська радянська діячка, швачка-мотористка Славутської швейної фабрики Хмельницької області. Депутат Верховної Ради УРСР 9—11-го скликань.

## Біографія
Народилася в родині шофера. Закінчила середню школу.
У 1959—1996 роках — швачка-мотористка Славутської швейної фабрики Хмельницької області.
З 1996 року — на пенсії в місті Славута Хмельницької області.

## Нагороди
- орден Леніна
- орден Трудового Червоного Прапора
- орден Трудової Слави ІІІ ст.
- медаль «За доблесну працю. В ознаменування 100-річчя з дня народження Володимира Ілліча Леніна» (1970)
- медалі
- «Кращий робітник легкої промисловості Української РСР»
- «Ударник комуністичної праці»
- «Майстер «Золоті руки»»